# Fiaugères

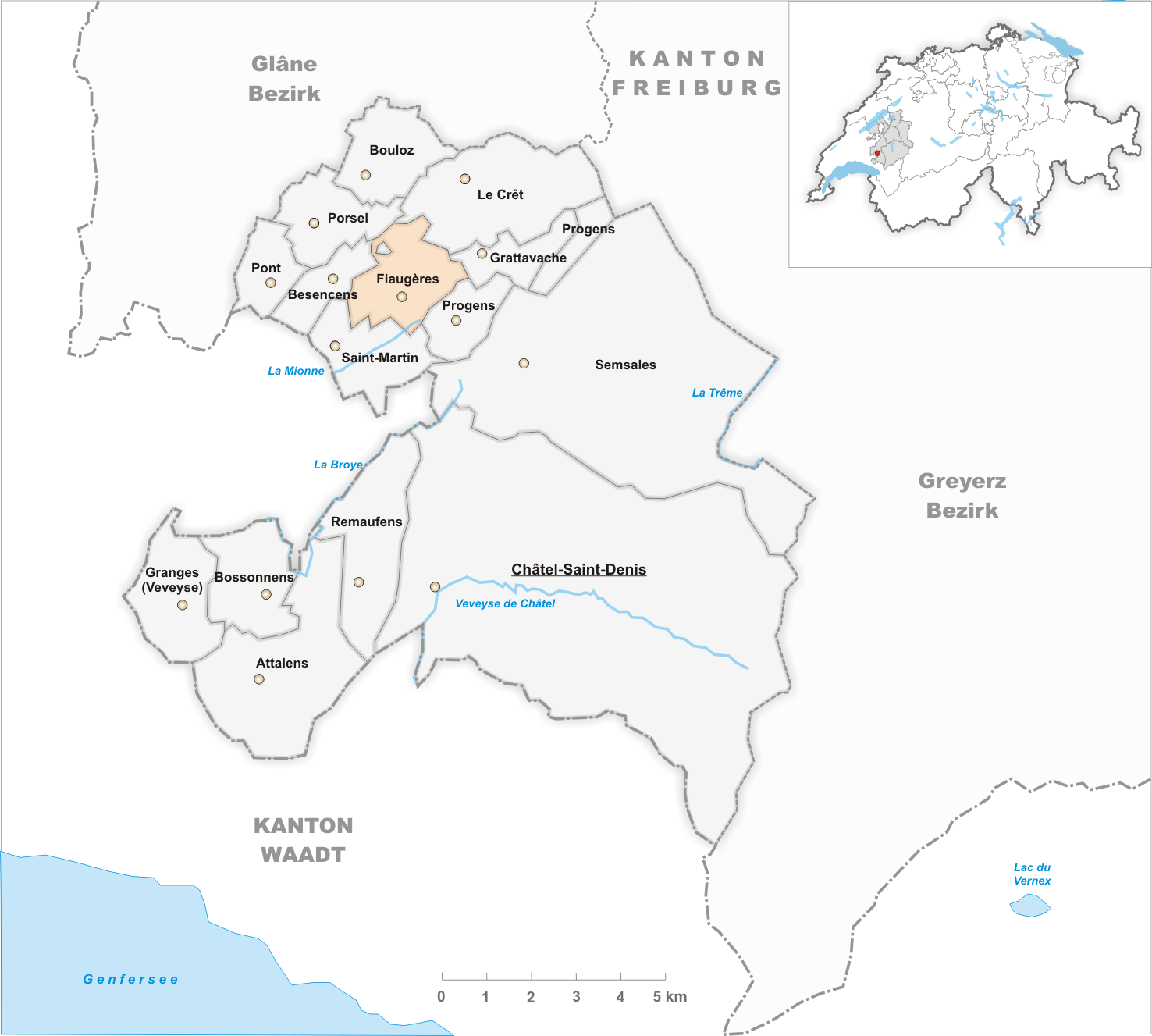
Gemeindestand vor der Fusion am 1. Januar 2004

Fiaugères (frz. [fjɔʒɛʀ]; auch Ville du Bois genannt, Freiburger Patois Velâ-don-bouⓘ) ist eine Ortschaft und früher selbständige politische Gemeinde im Distrikt Veveyse (deutsch: Vivisbachbezirk) des Kantons Freiburg in der Schweiz. Seit 2004 gehört Fiaugères zur Gemeinde Saint-Martin.

## Geographie
Fiaugères liegt auf 853 m ü. M., 13 km westsüdwestlich von Bulle (Luftlinie). Die Streusiedlung erstreckt sich an aussichtsreicher Lage am nördlichen Talhang der Mionna, im Molassehügelland der Haute-Veveyse östlich der oberen Broye, im südwestlichen Freiburger Mittelland. Die ehemalige Gemeindefläche betrug rund 3,9 km². Das Gebiet reichte von der Mionna nordwärts über den Hang von Fiaugères bis auf den breiten Höhenrücken, der im Haut de Fiaugères mit 922 m ü. M. gipfelt.

### Aux Tourbières
Nördlich davon befindet sich auf gut 900 m über Meer das Moorgebiet Aux Tourbières. Es steht seit 1991 als Hoch- und Übergangsmoor sowie seit 1994 zudem als Flachmoor von nationaler Bedeutung unter Schutz. Das Gebiet umfasst insgesamt gut 20 ha und befindet sich auf dem Grund der Gemeinden Le Flon und Saint-Martin. Diese Moore umfassen alkalische und saure Flachmoore, Pfeifengras- und Feuchtwiesen. In der Umgebung finden sich Hecken, Büsche, Wasserflächen, Fliessgewässer und Quellen.

## Bevölkerung
Mit 187 Einwohnern (2002) zählte Fiaugères vor der Fusion zu den kleinen Gemeinden des Kantons Freiburg. 1950 hatte die Gemeinde 296 Einwohner, danach wurde durch starke Abwanderung ein deutlicher Bevölkerungsrückgang verzeichnet. Zur Streusiedlungsgemeinde Fiaugères gehörten auch der Weiler Hauts de Fiaugères (922 m ü. M.) auf der gleichnamigen Höhe sowie mehrere Hofsiedlungen und Einzelhöfe.
Einwohnerzahlen: Volkszählungsdaten

## Wirtschaft
Fiaugères lebt noch heute von der Landwirtschaft, insbesondere von der Milchwirtschaft und der Viehzucht. Dank der attraktiven Lage sind in den letzten beiden Jahrzehnten auch Familien ins Dorf gezogen, die überwiegend auswärts erwerbstätig sind.

## Verkehr
Das Dorf ist verkehrsmässig recht gut erschlossen. Es liegt an der Hauptstrasse von Bulle nach Oron-la-Ville. Durch die Buslinie der Transports publics Fribourgeois, die von Châtel-Saint-Denis nach La Verrerie verkehrt, ist Fiaugères von Montag bis Freitag an das Netz des öffentlichen Verkehrs angebunden.

## Geschichte
Die erste urkundliche Erwähnung des Ortes erfolgte um 1150 als Felgeria und Fergeria, 1273 erscheint der Name als Fiougiere, 1488 als Villa dou bos es fyougires. Der Ortsname wird auf lat. *filicāria, eine Ableitung zu filix ‚Farnkraut‘ zurückgeführt.
Auf dem Gemeindegebiet von Fiaugères hatten die Mönche der Abtei Haut-Crêt reichen Grundbesitz und betrieben eine Mühle. Seit dem Mittelalter unterstand das Dorf der Herrschaft Oron, die sich im Einflussbereich des Hauses Savoyen befand. Mit dieser Herrschaft gelangte Fiaugères im ausgehenden 14. Jahrhundert in den Besitz der Grafen von Greyerz. Nachdem der letzte Graf von Greyerz 1554 Konkurs gemacht hatte, ging der Ort 1555 in den Besitz von Freiburg über und wurde in der Folge der Vogtei Rue zugeordnet. Bis 1763 bildete Fiaugères zusammen mit dem Nachbardorf Besencens eine einzige Gemeinde. Nach dem Zusammenbruch des Ancien Régime 1798 gehörte das Dorf während der Helvetik und der darauf folgenden Zeit zum damaligen Bezirk Rue, bevor es 1848 in den Bezirk Veveyse eingegliedert wurde.
Im Rahmen der vom Kanton Freiburg seit 2000 geförderten Gemeindefusionen votierten die Stimmberechtigten von Fiaugères am 11. Juni 2003 mit einer Ja-Mehrheit von 85 % für die Fusion ihrer Gemeinde mit Saint-Martin und Besencens. Mit Wirkung auf den 1. Januar 2004 wurde Fiaugères deshalb nach Saint-Martin eingemeindet.

## Sehenswürdigkeiten
In Fiaugères befindet sich die Kapelle Notre-Dame de l’Immaculée, die 1884 geweiht wurde und beeindruckende Gemälde besitzt. Das Dorf gehört zur Pfarrei Saint-Martin.